# Gleisabsenkung
Gleisabsenkung ist bei der Eisenbahn der Begriff für Vorfälle, bei denen aufgrund von defizitärer Standsicherheit des Bahnkörpers die auf letzterem verlegten Gleise einbrechen und dadurch nicht mehr passierbar sind. Dies ist klar zu unterscheiden von geplanten Bauarbeiten, bei welchen Gleise in einem bestimmten Abschnitt in ihrer Höhenlage verändert werden. Letztere werden vielerorts als Tieferlegung des Gleiskörpers bezeichnet.
Auch marode oder beschädigte Eisenbahnbrücken können Gleisabsenkungen zur Folge haben.
Beispiele für solche Vorfälle in Deutschland während der letzten Jahre sind die Gleisabsenkung beim Bau des Tunnels Rastatt im August 2017 oder die bei Frankfurt-Eschersheim auf der Main-Weser-Bahn um den Jahreswechsel 2020/2021, bei welcher auch eine S-Bahn teilweise entgleiste.
Speziell bei Brücken kommt es vereinzelt vor, dass wegen baulicher Mängel oder z. B. Unfallschäden es zwar nicht zu einer Gleisabsenkung kommt, aber die betroffenen Gleise bis zur Reparatur der Brücke nicht mehr befahren werden dürfen, um schlimmeres zu verhindern.
Die Reparaturarbeiten solcher baulicher Schäden dauern oft mehrere Wochen.